# Ville Pörhölä
Frans Wilhelm „Ville” Pörhölä (pierwotne nazwisko Horneman, ur. 24 grudnia 1897 w Alatornio, zm. 28 listopada 1964 w Oulu) – fiński lekkoatleta, mistrz i wicemistrz olimpijski.

## Przebieg kariery
Na igrzyskach olimpijskich w 1920 w Antwerpii wystąpił w trzech konkurencjach. W pchnięciu kulą zdobył złoty medal wynikiem 14,81 m, wyprzedzając innego Fina Elmera Niklandera i Harry’ego Liversedge’a ze Stanów Zjednoczonych, w rzucie dyskiem zajął 8. miejsce, a w rzucie 56 funtowym ciężarem 9. miejsce. Na kolejnych igrzyskach olimpijskich w 1924 w Paryżu zajął dopiero 7. miejsce w pchnięciu kulą. Po nieudanym występie zaprzestał wyczynowego uprawiania lekkiej atletyki, jednak jeszcze 5 września 1925 w Helsinkach ustanowił rekord Europy w pchnięciu kulą wynikiem 14,87 m.
Powrócił do niej w 1929, tym razem specjalizując się w rzucie młotem. Na igrzyskach olimpijskich w 1932 w Los Angeles zdobył srebrny medal w tej konkurencji za Patem O’Callaghanem z Irlandii, a przed Amerykaninem Peterem Zarembą. Pörhölä został zwycięzcą konkursu rzutu młotem podczas pierwszych mistrzostw Europy w 1934 w Turynie, przez Włochem Fernando Vandellim i Szwedem Gunnarem Janssonem. Na swych czwartych igrzyskach olimpijskich w 1936 w Berlinie zajął w tej konkurencji 11. miejsce.
Był jednokrotnym rekordzistą Finlandii w pchnięciu kulą (14,87 m 5 września 1925 w Helsinkach) i pięciokrotnym w rzucie młotem (do wyniku 53,77 m uzyskanego 15 sierpnia 1931 w Helsinkach).
Pochodził z małej wyspy Röyttä przy Tornio, dlatego nosił przydomek Röyttän karhu (Niedźwiedź z Röyttä).

## Rekordy życiowe
źródło:
- pchnięcie kulą – 14,87 m (1925)
- rzut dyskiem – 41,48 m (1920)
- rzut młotem – 53,77 m (1931)